# Liste des auteurs chantés par Jean Ferrat
Cette page recense les poètes et paroliers, autres que lui-même, chantés par Jean Ferrat.

## Jean Ferrat chante…

### Guillaume Apollinaire
| Titre                | Paroles                | Musique     | Durée | Date | Support     |
| -------------------- | ---------------------- | ----------- | ----- | ---- | ----------- |
| Si je mourais là-bas | Guillaume Apollinaire, | Jean Ferrat | 2:55  | 1966 | album Maria |

### Louis Aragon
| Titre                           | Paroles      | Musique     | Durée | Date | Support                                                                       |
| ------------------------------- | ------------ | ----------- | ----- | ---- | ----------------------------------------------------------------------------- |
| J'entends, j'entends            | Louis Aragon | Jean Ferrat | 2:48  | 1961 | albums Deux enfants au soleil et Ferrat chante Aragon                         |
| Nous dormirons ensemble         | Louis Aragon | Jean Ferrat | 2:22  | 1963 | albums Nuit et brouillard et Ferrat chante Aragon                             |
| Que serai-je sans toi           | Louis Aragon | Jean Ferrat | 3:06  | 1964 | albums La Montagne et Ferrat chante Aragon                                    |
| Au bout de mon âge              | Louis Aragon | Jean Ferrat | 2:16  | 1964 | albums La Montagne et Ferrat chante Aragon                                    |
| C'est si peu dire que je t'aime | Louis Aragon | Jean Ferrat | 2:52  | 1965 | albums Potemkine et Ferrat chante Aragon                                      |
| Heureux celui qui meurt d'aimer | Louis Aragon | Jean Ferrat | 3:00  | 1967 | albums Maria et Ferrat chante Aragon                                          |
| Un jour, un jour                | Louis Aragon | Jean Ferrat | 4:58  | 1967 | albums Maria et Ferrat chante Aragon                                          |
| Les Poètes                      | Louis Aragon | Jean Ferrat | 4:08  | 1969 | albums Ma France et Ferrat chante Aragon                                      |
| Les Lilas                       | Louis Aragon | Jean Ferrat | 2:49  | 1970 | album Camarade                                                                |
| Aimer à perdre la raison        | Louis Aragon | Jean Ferrat | 2:37  | 1971 | album Aimer à perdre la raison                                                |
| Robert le diable                | Louis Aragon | Jean Ferrat | 4:56  | 1971 | album Ferrat chante Aragon                                                    |
| Le Malheur d'aimer              | Louis Aragon | Jean Ferrat | 3:08  | 1971 | album Ferrat chante Aragon                                                    |
| Dans le silence des villes      | Louis Aragon | Jean Ferrat | 3:06  | 1975 | album La femme est l'avenir de l'homme                                        |
| Complainte de Pablo Neruda      | Louis Aragon | Jean Ferrat | 4:07  | 1995 | album Ferrat 95 : 16 nouveaux poèmes d'Aragon                                 |
| Elle                            | Louis Aragon | Jean Ferrat | 4:26  | 1995 | album Ferrat 95 : 16 nouveaux poèmes d'Aragon                                 |
| J'arrive où je suis étranger    | Louis Aragon | Jean Ferrat | 3:02  | 1995 | album Ferrat 95 : 16 nouveaux poèmes d'Aragon                                 |
| Devine                          | Louis Aragon | Jean Ferrat | 2:51  | 1995 | album Ferrat 95 : 16 nouveaux poèmes d'Aragon                                 |
| Chagall                         | Louis Aragon | Jean Ferrat | 3:01  | 1995 | album Ferrat 95 : 16 nouveaux poèmes d'Aragon                                 |
| Les Feux de Paris               | Louis Aragon | Jean Ferrat | 4:17  | 1995 | album Ferrat 95 : 16 nouveaux poèmes d'Aragon                                 |
| Chambre d'un moment             | Louis Aragon | Jean Ferrat | 3:53  | 1995 | album Ferrat 95 : 16 nouveaux poèmes d'Aragon                                 |
| Lorsque s'en vient le soir      | Louis Aragon | Jean Ferrat | 3:08  | 1995 | album Ferrat 95 : 16 nouveaux poèmes d'Aragon                                 |
| Qui vivra verra                 | Louis Aragon | Jean Ferrat | 3:31  | 1995 | album Ferrat 95 : 16 nouveaux poèmes d'Aragon                                 |
| Odeurs des myrtils              | Louis Aragon | Jean Ferrat | 2:46  | 1995 | album Ferrat 95 : 16 nouveaux poèmes d'Aragon                                 |
| Cargo                           | Louis Aragon | Jean Ferrat | 3:07  | 1995 | album Ferrat 95 : 16 nouveaux poèmes d'Aragon                                 |
| Musique de ma vie               | Louis Aragon | Jean Ferrat | 4:04  | 1995 | album Ferrat 95 : 16 nouveaux poèmes d'Aragon                                 |
| Pablo mon ami                   | Louis Aragon | Jean Ferrat | 4:07  | 1995 | album Ferrat 95 : 16 nouveaux poèmes d'Aragon                                 |
| Pourtant la vie                 | Louis Aragon | Jean Ferrat | 3:51  | 1995 | album Ferrat 95 : 16 nouveaux poèmes d'Aragon                                 |
| Les Oiseaux déguisés            | Louis Aragon | Jean Ferrat | 3:27  | 1995 | album Ferrat 95 : 16 nouveaux poèmes d'Aragon                                 |
| Épilogue                        | Louis Aragon | Jean Ferrat | 7:32  | 1995 | album Ferrat 95 : 16 nouveaux poèmes d'Aragon                                 |
| Les Yeux d'Elsa                 | Louis Aragon | Jean Ferrat | 3:50  | 2003 | enregistré en 2002 - CD Teme Ferrat Aragon : volume 1- CD TEM 74 462-9 (2003) |

### Georges Coulonges
| Titre                  | Paroles           | Musique     | Durée | Date | Support                        |
| ---------------------- | ----------------- | ----------- | ----- | ---- | ------------------------------ |
| La Fête aux copains    | Georges Coulonges | Jean Ferrat | 2:26  | 1962 | album La Fête aux copains      |
| La Jeunesse            | Georges Coulonges | Jean Ferrat | 2:08  | 1964 | album La Montagne              |
| Potemkine              | Georges Coulonges | Jean Ferrat | 2:53  | 1965 | album Potemkine                |
| Un enfant quitte Paris | Georges Coulonges | Jean Ferrat | 3:28  | 1966 | album Maria                    |
| La Commune             | Georges Coulonges | Jean Ferrat | 2:38  | 1971 | album Aimer à perdre la raison |

### Claude Delécluse
| Titre                      | Paroles                                                     | Musique     | Durée | Date | Support                      |
| -------------------------- | ----------------------------------------------------------- | ----------- | ----- | ---- | ---------------------------- |
| Deux Enfants au soleil     | Claude Delécluse                                            | Jean Ferrat | 2:35  | 1961 | album Deux enfants au soleil |
| Le Polonais                | Claude Delécluse                                            | Jean Ferrat | 2:36  | 1962 | album La Fête aux copains    |
| L'homme à l'oreille coupée | Claude Delécluse (avec la collaboration de Michelle Senlis) | Jean Ferrat | 2:52  | 1962 | album La Fête aux copains    |
| Les Petits Bistrots        | Claude Delécluse (avec la collaboration de Michelle Senlis) | Jean Ferrat | 1:42  | 1962 | album La Fête aux copains    |
| Les Noctambules            | Claude Delécluse (avec la collaboration de Michelle Senlis) | Jean Ferrat | 2:06  | 1962 | album La Fête aux copains    |
| C'est beau la vie          | Claude Delécluse (avec la collaboration de Michelle Senlis) | Jean Ferrat | 2:45  | 1963 | album Nuit et Brouillard     |
| Raconte-moi la mer         | Claude Delécluse                                            | Jean Ferrat | 4:21  | 1965 | album Potemkine              |

### Pierre Frachet
| Titre              | Paroles        | Musique     | Durée | Date | Support                      |
| ------------------ | -------------- | ----------- | ----- | ---- | ---------------------------- |
| Ma môme            | Pierre Frachet | Jean Ferrat | 2:00  | 1961 | album Deux enfants au soleil |
| L'Éloge du célibat | Pierre Frachet | Jean Ferrat | 2:25  | 1961 | album Deux enfants au soleil |
| Regarde-toi Paname | Pierre Frachet | Jean Ferrat | 2:33  | 1961 | album Deux enfants au soleil |

### Henri Gougaud
| Titre                                     | Paroles                                              | Musique        | Durée | Date | Support                                      |
| ----------------------------------------- | ---------------------------------------------------- | -------------- | ----- | ---- | -------------------------------------------- |
| Cuba si                                   | Henri Gougaud                                        | Jean Ferrat    | 2:51  | 1967 | album À Santiago                             |
| Au point du jour                          | Henri Gougaud                                        | Jean Ferrat    | 2:42  | 1967 | album À Santiago                             |
| Prisunic                                  | Henri Gougaud                                        | Jean Ferrat    | 2:56  | 1967 | album À Santiago                             |
| La Matinée (en duo avec Christine Sèvres) | Henri Gougaud                                        | Jean Ferrat    | 2:56  | 1969 | album Ma France                              |
| La Petite Fleur qui tombe                 | Henri Gougaud                                        | Jean Ferrat    | 3:04  | 1969 | album Ma France                              |
| Hop là ! Nous vivons                      | Henri Gougaud                                        | Jean Ferrat    | 2:36  | 1969 | album Ma France                              |
| Un jour futur                             | Henri Gougaud                                        | Jean Ferrat    | 2:01  | 1969 | album Ma France                              |
| Rien à voir                               | Henri Gougaud                                        | Jean Ferrat    | 2:17  | 1969 | album Ma France                              |
| L'Adresse du bonheur                      | Henri Gougaud                                        | Jean Ferrat    | 2:32  | 1971 | album Aimer à perdre la raison               |
| J'imagine                                 | Henri Gougaud                                        | Jean Ferrat    | 2:41  | 1971 | album Aimer à perdre la raison               |
| Picasso Colombe                           | Henri Gougaud                                        | Jean Ferrat    | 2:59  | 1972 | album À moi l'Afrique                        |
| Prière du vieux Paris                     | Henri Gougaud                                        | Alain Goraguer | 2:30  | 1972 | album Jean Ferrat au Palais des sports 1972, |
| Mon chant est un ruisseau                 | Henri Gougaud (d'après un poème de Vítězslav Nezval) | Jean Ferrat    | 2:45  | 1975 | album La femme est l'avenir de l'homme       |

### Philippe Pauletto
| Titre              | Paroles           | Musique     | Durée | Date | Support                        |
| ------------------ | ----------------- | ----------- | ----- | ---- | ------------------------------ |
| Tout ce que j'aime | Philippe Pauletto | Jean Ferrat | 3:00  | 1970 | album Camarade                 |
| Et pour l'exemple  | Philippe Pauletto | Jean Ferrat | 2:49  | 1971 | album Aimer à perdre la raison |

### Michelle Senlis
| Titre                      | Paroles                                                     | Musique     | Durée | Date | Support                        |
| -------------------------- | ----------------------------------------------------------- | ----------- | ----- | ---- | ------------------------------ |
| Le Petit Jardin            | Michelle Senlis                                             | Jean Ferrat | 2:39  | 1962 | album La Fête aux copains      |
| Mes amours                 | Michelle Senlis                                             | Jean Ferrat | 2:39  | 1962 | album La Fête aux copains      |
| Les Nomades                | Michelle Senlis                                             | Jean Ferrat | 2:54  | 1962 | album La Fête aux copains      |
| L'Homme à l'oreille coupée | Michelle Senlis (avec la collaboration de Claude Delécluse) | Jean Ferrat | 2:52  | 1962 | album La Fête aux copains      |
| Les Petits Bistrots        | Michelle Senlis (avec la collaboration de Claude Delécluse) | Jean Ferrat | 1:42  | 1962 | album La Fête aux copains      |
| Les Noctambules            | Michelle Senlis (avec la collaboration de Claude Delécluse) | Jean Ferrat | 2:06  | 1962 | album La Fête aux copains      |
| C'est beau la vie          | Michelle Senlis (avec la collaboration de Claude Delécluse) | Jean Ferrat | 2:45  | 1963 | album Nuit et Brouillard       |
| Quatre cents enfants noirs | Michelle Senlis                                             | Jean Ferrat | 2:54  | 1963 | album Nuit et Brouillard       |
| Les Belles Étrangères      | Michelle Senlis                                             | Jean Ferrat | 2:43  | 1965 | album Potemkine                |
| Chanson pour toi           | Michelle Senlis                                             | Jean Ferrat | 2:43  | 1967 | album Maria                    |
| Les Derniers Tziganes      | Michelle Senlis                                             | Jean Ferrat | 2:57  | 1971 | album Aimer à perdre la raison |
| À moi l'Afrique            | Michelle Senlis                                             | Jean Ferrat | 4:35  | 1972 | album À moi l'Afrique          |
| À l'ombre bleue du figuier | Michelle Senlis                                             | Jean Ferrat | 2:30  | 1972 | album À moi l'Afrique          |

### Guy Thomas
| Titre                        | Paroles    | Musique     | Durée | Date | Support                                |
| ---------------------------- | ---------- | ----------- | ----- | ---- | -------------------------------------- |
| La Leçon buissonnière        | Guy Thomas | Jean Ferrat | 2:58  | 1972 | album À moi l'Afrique                  |
| Caserne                      | Guy Thomas | Jean Ferrat | 2:29  | 1972 | super 45 tours Barclay 71474M          |
| Le Petit Trou pas cher       | Guy Thomas | Jean Ferrat | 2:18  | 1972 | super 45 tours Barclay 71474M          |
| Le Bruit des bottes          | Guy Thomas | Jean Ferrat | 4:26  | 1975 | album La femme est l'avenir de l'homme |
| Berceuse pour un loupiot     | Guy Thomas | Jean Ferrat | 3:51  | 1975 | album La femme est l'avenir de l'homme |
| Le Singe                     | Guy Thomas | Jean Ferrat | 2:57  | 1975 | album La femme est l'avenir de l'homme |
| Le chef de gare est amoureux | Guy Thomas | jean ferrat | 2:37  | 1979 | album Les Instants volés               |
| Je ne suis qu'un cri         | Guy Thomas | Jean Ferrat | 3:02  | 1986 | album Je ne suis qu'un cri             |
| Hospitalité                  | Guy Thomas | Jean Ferrat | 3:20  | 1986 | album Je ne suis qu'un cri             |
| L'Âne                        | Guy Thomas | Jean Ferrat | 2:11  | 1986 | album Je ne suis qu'un cri             |
| Viens mon frelot             | Guy Thomas | Jean Ferrat | 3:02  | 1986 | album Je ne suis qu'un cri             |
| Concessions                  | Guy Thomas | Jean Ferrat | 2:26  | 1986 | album Je ne suis qu'un cri             |
| Comptine pour Clémentine     | Guy Thomas | Jean Ferrat | 3:05  | 1986 | album Je ne suis qu'un cri             |
| La Porte à droite            | Guy Thomas | Jean Ferrat | 3:48  | 1986 | album Je ne suis qu'un cri             |
| Le Cœur fragile              | Guy Thomas | Jean Ferrat | 4:01  | 1986 | album Je ne suis qu'un cri             |
| Le Châtaignier               | Guy Thomas | Jean Ferrat | 2:48  | 1986 | album Je ne suis qu'un cri             |
| Petit                        | Guy Thomas | Jean Ferrat | 3:13  | 1986 | album Je ne suis qu'un cri             |
| Vipères lubriques            | Guy Thomas | Jean Ferrat | 3:33  | 1986 | album Je ne suis qu'un cri             |
| Pardonnez-moi mademoiselle   | Guy Thomas | Jean Ferrat | 3:05  | 1986 | album Je ne suis qu'un cri             |
| Le Kilimandjaro              | Guy Thomas | Jean Ferrat | 2:42  | 1986 | album Je ne suis qu'un cri             |
| Les Cerisiers                | Guy Thomas | Jean Ferrat | 3:13  | 1986 | album Je ne suis qu'un cri             |

### Autres
| Titre                            | Paroles                       | Musique          | Durée | Date | Support                                |
| -------------------------------- | ----------------------------- | ---------------- | ----- | ---- | -------------------------------------- |
| Les Mercenaires                  | Guy Dauvilliez                | Jean Ferrat      | 2:42  | 1958 | super 45 tours Vogue EPL 7490          |
| Fredo la nature                  | Émile Maurice Favre           | Jean Ferrat      | 2:55  | 1958 | super 45 tours Vogue EPL 7490          |
| Federico Garcia Lorca            | Jean Ferrat                   | Claude-Henri Vic | 3:07  | 1961 | album Deux enfants au soleil           |
| Ma fille                         | Jamblan                       | Jean Ferrat      | 1:51  | 1961 | album Deux enfants au soleil           |
| Paris Gavroche                   | Jean Ferrat et Georges Bérard | Charles Riniéri  | 2:33  | 1961 | album Deux enfants au soleil           |
| La Cervelle                      | Bernard Dimey                 | Jean Ferrat      | 2:26  | 1961 | super 45 tours Decca 451.087           |
| Horizontalement                  | Rolland Valade                | Jean Ferrat      | 2:36  | 1963 | album Nuit et brouillard               |
| Sainte canaille                  | Pierre Cour                   | Jean Ferrat      | 2:11  | 1963 | super 45 tours Barclay 70 592 M        |
| De Nogent jusqu'à la mer         | Albert Gardy                  | Jean Ferrat      | 2:29  | 1963 | 33 tours 30 cm Barclay 80337           |
| Autant d'amours autant de fleurs | Henri Bassis                  | Jean Ferrat      | 2:13  | 1964 | album La Montagne                      |
| Maria                            | Jean-Claude Massoulier        | Jean Ferrat      | 3:11  | 1967 | album Maria                            |
| Ariane                           | Maurice Bourdet               | Jean Ferrat      | 2:26  | 1969 | album Ma France                        |
| Y aurait-il…                     | Pierre Louki                  | Jean Ferrat      | 2:46  | 1970 | album Camarade                         |
| Je meurs                         | Pierre Grosz                  | Jean Ferrat      | 2:35  | 1975 | album La femme est l'avenir de l'homme |
| Les instants volés               | Pierre Grosz                  | Jean Ferrat      | 2:54  | 1979 | album Enregistrement 1979              |

## Noël Frank chante…
Noël Frank est le pseudonyme utilisé par Jean Ferrat lors de la diffusion de ces titres en super 45 tours en 1960.
| Titre                        | Paroles              | Musique          | Durée | Date | Support                   |
| ---------------------------- | -------------------- | ---------------- | ----- | ---- | ------------------------- |
| Près de la rivière enchantée | Jean Ferrat          | Claude-Henri Vic | 1:48  | 1960 | super 45 tours RCA 76.438 |
| Quand la valse est là        | René-Louis Lafforgue | R.L. Lafforgue   | 2:40  | 1960 | super 45 tours RCA 76.438 |
| Notre concerto               | Umberto Bindi        | Jean Broussolle  | 2:13  | 1960 | super 45 tours RCA 76.438 |